# تباهگ

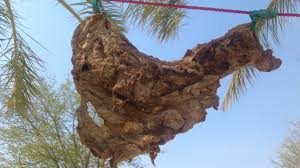
غذای محلی تباهگ

تباهَگ، خوراک سنتی بلوچی است که در آن گوشت را نمک‌سود کرده و آن را به‌همراه اناردانه ترش و نمک، خُشک می‌کنند. تباهِگ با پلو پُخته و دَم کشیده می‌شود. تباهِگ از معروفترین خوراک‌های مردم منطقه بلوچستان است.
این خوراک شبیه گوشت لَند (در هرات و غرب افغانستان) و گوشت قاق (به معنای خشک) در کابل است.

## روش تهیه
- ورقه بزرگ گوشت گوسفند
- دانه‌های خشک شده انار یا پودر انار
- نمک و فلفل به مقدار لازم

گوشت را با مواد هم بزنید، به مدت یک هفته بگذارید تا کامل خشک شود.
- ۱- گوشت خشک شده را به مدت نیم ساعت همراه نمک و فلفل با آب می‌جوشانند.

(آب گوشت را برای تهیه برنج استفاده می‌کنند)
- ۲- گوشت را از آب جدا نموده و با روغن سرخ می‌نمایند.[۳]